# Monty Python
A Monty Python csoportot (közkeletű nevén The Pythons) 1969-ben alapította öt brit író-színész (Graham Chapman, John Cleese, Eric Idle, Terry Jones, Michael Palin) és egy amerikai animátor (Terry Gilliam). Műsoruk, a 45 részes, egyenként félórás Monty Python Repülő Cirkusza (Monty Python's Flying Circus) először 1969. október 5-én került adásba. A 45 részt négy szériában készítették el (három 13 részes és egy hatrészes), de az utolsó szériában a műsor címe Monty Pythonra rövidült. Ám a Python-jelenség ennél sokkal több volt: turnék, négy film, több album, egy musical, számos könyv és számítógépes játék kötődik hozzájuk. Ezen kívül a csoport tagjai önállóan is elismert művészekké váltak.
A Repülő Cirkuszt a BBC 1969 és 1974 között sugározta. A jeleneteket Graham Chapman, John Cleese, Terry Gilliam, Eric Idle, Terry Jones és Michael Palin írta és adta elő. Egy műsorban több jelenetet adtak elő, melyeket Gilliam animációi kapcsoltak össze, kiterjesztve az akkoriban szokásosnak mondható stílus- és tartalombeli korlátokat.
A csoport újító szellemét gyakran hasonlítják a Beatles rockzenére gyakorolt hatásához: egy csoport tagjai megírják és előadják saját jeleneteiket, és ezzel megváltoztatják a szórakoztatás világát. A tagok tudatos munkamódszere lehetővé tette a formai és tartalmi kísérletezést, a televíziós komédia hagyományainak elvetését és a humoristák újabb generációi számára egy követendő út létrehozását (George Harrison, a tagok személyes jóbarátja azt mondta a Monty Pythonról, hogy a Beatles szellemiségét vitték tovább). Míg az Egyesült Királyságban a humor szinte minden formájára hatottak, addig Amerikában csak az abszurd műsorok merítettek ihletet munkáikból (Saturday Night Live, South Park, A Simpson család).
2005-ben, a Humoristák Humoristája szavazáson a szakmabeliek a csoport három tagját is beválasztották minden idők ötven legjobb humoristája közé. Michael Palin a 30., Eric Idle a 21., John Cleese a 2. lett, csak Peter Cook tudta legyőzni.

## A Monty Python előtt
Palin és Jones az Oxfordi Egyetemen találkozott, Cleese és Chapman pedig a Cambridge-i Egyetemen. Idle szintén Cambridge-ben tanult, egy évfolyammal alattuk. Cleese és Gilliam New Yorkban, a Cambridge Footlights Cambridge Circus című turnéja alatt ismerkedett meg.
Chapman, Cleese és Idle a Footlights tagja volt a The Goodies című komédiasorozat három leendő színészével, Tim Brooke-Taylorral, Bill Oddie-val és Graeme Gardennel, valamint Jonathan Lynnel (az Igenis, miniszter úr! társszerzőjével). Idle elnöksége alatt a feminista író, Germaine Greer és Clive James rádiós műsorvezető is a társulat tagja volt. A társulat előadásairól több régi felvétel is fennmaradt, köztük Idle és Cleese jelenetei is.
A csoport megalakulása előtt a tagok a következő műsorokban szerepeltek és/vagy írtak forgatókönyvet. A The Frost Report volt az első tévéműsor, ahol mind az öt angol Python-tag együtt dolgozott és lehetőségük nyílt saját stílusuk kialakítására:
- I'm Sorry, I'll Read That Again (rádió) (1964–1973) [Cleese: szereplő és író – Idle és Chapman: írók]
- The Frost Report (1966–1967) [Cleese: szereplő és író – Idle: Frost monológjainak írója – Chapman, Palin és Jones: írók]
- At Last the 1948 Show (1967) [Chapman és Cleese: szereplők és írók – Idle: író]
- Twice a Fortnight (1967) [Palin és Jones: szereplők és írók]
- Do Not Adjust Your Set (1967–1969) [Palin, Jones és Idle: szereplők és írók – Gilliam: animációk – Bonzo Dog Band: zenés részek]
- We Have Ways of Making You Laugh (1968) [Idle: szereplő és író – Gilliam: animációk]
- How to Irritate People (1968) [Chapman és Cleese: szereplők és írók – Palin: szereplő]
- The Complete and Utter History of Britain (1969) [Palin és Jones: szereplők és írók]
- Doctor in the House (1969) [Chapman és Cleese: írók]

Ezen tévéműsorokban olyan ismert brit komikus színészek vagy írók is részt vettek, mint Ronnie Corbett, Ronnie Barker, Tim Brooke-Taylor, Graeme Garden, Bill Oddie, Marty Feldman, Jonathan Lynn, David Jason és David Frost.
A Do Not Adjust Your Set (amit gyerekműsornak szántak) felnőttek körében aratott sikere után az ITV felajánlotta Palinnek, Jonesnak, Idle-nek és Gilliamnek egy saját műsor készítésének lehetőségét. Ugyanekkor Cleese és Chapman a BBC-től kapott hasonló ajánlatot (rájuk többek között a The Frost Report és az At Last the 1948 Show című műsorokban figyeltek fel). Cleese azonban nem szeretett volna kétszemélyes showt csinálni, melynek egyik oka Chapman nehéz természete volt. Felajánlotta Palinnek – akiről korábbi munkáik kapcsán jó emlékei voltak – hogy csatlakozzon hozzájuk. Mivel az ITV-sorozat indulása késlekedett, Palin beleegyezett, és magával hozta Jonest és Idle-t, aki viszont Gilliamet is figyelmükbe ajánlotta. A Monty Python csoport tulajdonképpen Cleese és Palin jó kapcsolatának eredményeként jött létre.

## Monty Python Repülő Cirkusza

### A műsor megtervezése
A Pythonoknak nagyon pontos elképzeléseik voltak arról, mit is akarnak csinálni, de épp akkor futott Spike Milligan komédiasorozata, a Q5, amiben több dolog is megegyezett az ő terveikkel, így újra kellett gondolniuk az egészet. Terry Jonesnak eszébe jutott Terry Gilliam egy animációs betétje, a Beware of the Elephants (Óvakodj az elefántoktól), amit a Do Not Adjust Your Set-hez készített; az animációnak nem volt valódi témája, képi asszociációk laza sorozata volt. Ennek alapján született meg az ötlet, hogy egy-egy részben a szkeccseket animációkkal, vagy magukban a jelenetekben lévő asszociációs kapcsokkal kössék össze. Michael Palin emlékezett Gilliam egy másik munkájára, a Christmas Cards-ra (Karácsonyi lapok). „Briliáns volt, a templomtornyokból rakétaállások jöttek ki." Terry képfolyamai rádöbbentették őket, hogy másképp is lehet a dolgot csinálni. Ezzel megszületett a Monty Python sajátos stílusa.
A munka szervezetten folyt: a jelenetek írása minden nap reggel 9-kor kezdődött és délután 5-kor fejeződött be. Két szerzőpáros dolgozott, egymástól függetlenül: Cleese és Chapman, illetve Jones és Palin; Idle pedig egyedül írt. Néhány nap után összeültek (Gilliammel együtt), és elmondták az ötleteiket, valamint megbeszélték a forgatókönyveket. A válogatás demokratikusan folyt: ha a többség jónak talált egy ötletet, az bekerült a műsorba. A szerepek kiosztása kapcsán sem adódtak viták, mert mindegyikük inkább íróként tekintett magára, mint színészként, aki mindenáron képernyőre akar kerülni. Miután összeválogatták egy adás jeleneteit, Gilliam szabad kezet kapott az őket összekötő animációk elkészítésére.

### Névadás
Eleinte több lehetséges címe volt a műsornak, például Owl Stretching Time (Bagolynyújtó idő), The Toad Elevating Moment (A varangymagasztaló pillanat) és Bun, Wackett, Buzzard, Stubble and Boot. Michael Mills, a BBC szórakoztató műsorokat készítő részlegének vezetője szerette volna, ha a műsorra cirkuszként utalnak, mivel a csoport tevékenysége efféle benyomást keltett benne. Hogy ne emlékeztessen a hagyományos cirkuszra, a tagok hozzátették a repülő jelzőt ("repülő cirkusz"-nak egyébként az I. világháború után, főként Észak-Amerikában létrejövő, légibemutatót tartó repülős társulatokat nevezik). A "Flying Circus" végül azért maradt meg, mert a BBC már így jegyezte fel a műsort az ütemtervébe, és nem volt lehetőség a változtatásra.
Ezután több ötlet merült fel. Gwen Dibley Repülő Cirkusza: Michael Palin olvasott egy cikket egy Gwen Dibley nevű nőről, és azt gondolta, érdekes lenne, ha rájönne, hogy van egy tévéműsora. Barry Took Repülő Cirkusza: Barry Took segédkezett a csoport megalakulásánál. Arthur Megapode Repülő Cirkusza is egy lehetséges cím volt, de végül elvetették. A Monty eredete máig sem tisztázott, bár a tagok egyetértenek abban, hogy számukra fennkölt hangzása tette viccessé.
Az 1998-as Live at Aspen című dokumentumfilmben elmondták, hogy a Monty (a Montgomery beceneve) gúnnyal vegyes tisztelgés Bernard Law Montgomery tábornok előtt. Más alkalmakkor Idle azt mondta, hogy „Monty” egy ismerős fickó volt, aki mindig kedvenc pubjában ivott; az emberek gyakran betértek ide és megkérdezték a csapostól: „Monty volt már bent?” Így Idle gyorsan megjegyezte a nevet. Egy harmadik változat szerint P. G. Wodehouse regényeinek szereplője, Monty Bodkin ihlette a nevet. A Pythont Cleese javasolta, mert valami ravasz, sikamlós dolog benyomását keltette. A "Monty Python" pedig úgy hangzik – mondták az alkotók ––…–, mint egy rossz színházi ügynök neve, aki legfeljebb csak az övékhez hasonló társulatokat tud összehozni.

### A pythoni stílus
A Repülő Cirkusz több formai újítást is hozott. Gyakran a dolgok közepébe vágtak, nem volt hagyományos főcím. Kiváló példa erre Robinson Crusoe figurája, akit Palin alakít. Különböző helyeken (tengerpart, mocsár, sziklafal, erdő, vágóhíd stb.) küszködi át magát, végül azt mondja: It's… (Ez…), utána pedig a főcím következik. Gyakran a műsor közben elkezdték vetíteni a stáblistát. Milligan korábbi Q-sorozatain felbátorodva rájöttek, hogy nem szükséges minden egyes szkeccset slusszpoénnal zárniuk, a jeleneteknek gyakran hirtelen véget vetnek egy másik jelenetre vagy animációra való váltással, a színről való lelépéssel, a szerepből kilépve egyenesen a kamerába, a nézőhöz szóló kommentárral, vagy egy lényegtelen eseményre vagy személyre való fókuszálással. Visszatérő példa a Chapman által megszemélyesített ezredes, aki a 4. epizódban több jelenetbe is besétál, és leállítja, mivel a hadsereg szlogenjét (It's a man's life – férfiaknak való) használják benne, és szerinte egyébként is túl hülyék a jelenetek.
A jelenetek összekötésének másik jellegzetes módja Gilliam szürreális mozgó kollázsai voltak, amelyekben sokszor ismert alkotásokból ollózott ki részleteket, s előszeretettel használt viktoriánus illusztrációkat, metszeteket és fényképeket. A Monty Python egyik védjegye, a főcímet összetaposó láb Cupidóé, egy olasz reneszánsz festő, Bronzino egyik képéről való (Vénusz, Cupido és az Idő).
A csapat megújította az átöltözős komédiát is. Gyakran játszottak középkorú, rikácsoló háziasszonyokat. Ha valamelyiküknek egy nőt kellett alakítania, egy pongyolát és egy kötényt vett fel, és magas hangon beszélt. Ezeket az öregasszonyokat "borsszórónak" (pepperpot) nevezték az alakjuk miatt. Mint a tagok többször elmondták, eleinte színésznőkkel próbálkoztak, de úgy nem működtek a jelenetek, nem ültek a poénok. Így ezután csak a csinibaba szerepekre alkalmaztak nőket (többnyire Carol Clevelandet), ahol fontos volt a jelenet szempontjából a szépség, nőiesség.

### A Repülő Cirkusz
Az első szezon vetítését 1969. október 5-én kezdte el a BBC. A sorozattal igencsak mostohán bánt a csatorna: késő este vetítették (egyébként a Magyar Televízióban is éjjel 11 után volt látható  Archiválva 2006. május 14-i dátummal a Wayback Machine-ben), majd többször is más időpontra helyezték át, néha el is halasztottak egy-egy részt más műsorok miatt. Nem országos adásban ment, sokan csak hallottak róla, de a fokozódó érdeklődés miatt a BBC lehetőséget adott a folytatásra.
Néhány jelenet önmagában is sláger lett, többek között a Döglött Papagáj
 Archiválva 2006. május 3-i dátummal a Wayback Machine-ben, a Favágódal
 Archiválva 2006. május 3-i dátummal a Wayback Machine-ben, a Spam, a Nudge Nudge, A spanyol inkvizíció, Az év leghülyébb arisztokratája és Hülye járások minisztériuma.
Még a második szezon műsorra kerülése előtt összeállítottak egy filmet az addigi jeleneteikből, főként azzal a céllal, hogy az USA-ban is megismertessék magukat. Címe az egyes jelenetekben többször is elhangzó mondat: And Now for Something Completely Different (És most valami teljesen más). Angliában jól fogadták, de az USA-ban – részben a rossz promóció miatt is – megbukott.
Az alkotók a külföldi tévétársaságok számára nem engedélyezték a sorozat szinkronizálását, kizárólag feliratosan kerülhetett adásba. (A magyar fordítást Galla Miklós készítette.) Két másik feltételt is szabtak: nem lehet semmit kivágni a műsorból, illetve nem lehet reklámmal megszakítani. A szinkron tiltását a társulat egyes esetekben feloldotta, így készült német és japán szinkron, valamint a sorozat 2007-es DVD-kiadásához magyar hang is.

### A Repülő Cirkusz vége
Bár Cleese már a második széria végén fontolgatta kiválását, csak a harmadik széria befejeztével hagyta ott a Repülő Cirkuszt. Úgy érezte, hogy csak önmagát ismételte, nem tudott semmi újjal hozzájárulni a műsorhoz, és hogy a harmadik szériában látható jelenetei csak korábbi munkák újraírt változatai voltak. Új kihívásokra vágyott, és nagyon szeretett volna közös sorozatot készíteni a feleségével, Connie Booth-szal. Távozásának másik oka Chapman volt, akivel súlyos alkoholizmusa miatt nagyon nehéz volt együtt dolgozni. Egy interjúban Eric Idle ezt mondta Cleese távozásáról: „épp az Air Canadával repültünk Vancouverbe, amikor John azt mondta nekünk, menni akar. Hogy miért? Nem tudom. Ő sokkal hamarabb ráun a dolgokra, mint mi. Nehéz ember, nem könnyű vele jóban lenni. Azért olyan vicces, mert sohasem akarta, hogy szeressék. Ez valamiféle magával ragadó, arrogáns szabadságot ad neki.”
A csoport többi tagja újabb szériát készített, mielőtt 1974 végén levették volna a műsorról. A negyedik sorozat címét Cleese kiválása miatt Monty Pythonra rövidítették. Hivatalos távozása ellenére a 42. részben Cleese-nek van egy villanásnyi szerepe. Mivel több jelenetet a Gyalog galopp forgatókönyvéből vágtak ki és itt használtak fel, Cleese is részesült ezek szerzői jogdíjaiból. Míg az első három széria egyenként 13, addig az utolsó csak 6 részből állt.
Az USA-ban a Repülő Cirkuszt először 1975-ben mutatták be, és rövid idő alatt kultuszt teremtett. Ron Deveiller, a texasi KERA (a PBS tagja) vezetője egy polcon akadt rá a sorozat néhány epizódjára, miközben műsorra tűzhető anyagokat keresett. Megnézett egy részt, majd a következőt, és még mielőtt véget ért volna, már meg is szerezte az összes rész sugárzási jogát. A sorozat végül országszerte látható volt a PBS csatornáin, a Monty Python pedig egy véletlen folytán meghódította Amerikát.

## Filmek

### And Now For Something Completely Different(1971)
Ez a Monty Python csoport első filmje, melyben a Repülő Cirkusz első szériájának legjobb jelenteit vették fel újra, különösen alacsony költségvetésből (a jeleneteket bizonyos mértékben megvágták). A film készítését a Playboy brit kiadásának vezetője, Victor Lowndes finanszírozta. Ezzel akarták az USA-ban is megismertetni a csoportot, ami akkor nem sikerült. Az Egyesült Királyságban a film sikeresnek bizonyult. Bár Pythonék nem tartják sikeresnek a filmet, ma már elég sok rajongója van.

### Gyalog galopp(1975)
A csoport (Cleese-zel) 1974-ben újra együtt volt, hogy megírják és leforgassák új filmjüket. A Gyalog galopp története az Artúr-mondakörön alapul, a filmet Jones és Gilliam rendezte – Gilliam készítette a főcímben látható és az összekötő animációkat is. Mindannyian több szerepben is feltűnnek, Artúr királyt Graham Chapman alakította. A film költségvetése mindössze 150 ezer font volt, amit a további adományok nagyjából 230 ezer fontra egészítettek ki. Az „adakozók” között volt a Pink Floyd és a Led Zeppelin, valamint Tony Stratton-Smith impresszárió, a Charisma Records alapító-tulajdonosa (itt jelentek meg a Monty Python-albumok).
A filmet Skóciában, Doune Castle, Glen Coe és a magántulajdonban lévő Stalker-vár környékén forgatták. A kevés pénz miatt nem tudtak lovakat venni. Ebből adódott a film egyik legemlékezetesebb poénja: amikor a lovagoknak méltóságteljesen lovagolniuk kellene, csak ugrálnak, kezükben a nemlétező kantárt fogják, apródjaik pedig két fél kókuszdiót ütnek össze, így utánozva a lódobogást (ez bevett trükk volt a rádióban, ami filmen komikus hatást keltett). Ezt a „trükköt” már 1956-ban, az A Show Called Fred című műsorban is bemutatták, amit Richard Lester rendezett, főszereplője pedig Spike Milligan és Peter Sellers volt. A lovagok sodronyinge valójában ezüst színűre festett vatta volt, a kastélyok pedig Doune Castle más-más szögből felvett képei, illetve kartonpapírból készült makettek (amikor meglátják Camelotot, a lovagok mind „Camelot” felkiáltásban törnek ki, de Balfi, Artúr király apródja/lova azt mondja: „Csak egy makett”). A forgatás körülményei mostohák voltak. Az idő rossz volt, állandóan esett, a „sodrony” pedig magába szívta a nedvességet. A rendelkezésre álló pénzből csak olcsó hotelekre telt, melyek még a fürdéshez sem tudtak elég meleg vizet adni. Gilliam és Jones egymással és a többiekkel is állandóan vitatkozott, Chapman alkoholizmusa pedig még súlyosabbá vált, a forgatás során delirium tremensbe esett. Pythonék szerint a Gyalog galopp forgatása volt az egyetlen alkalom, amikor az egyébként jó kedélyű Michael Palin is kijött a sodrából. Ez akkor esett meg, amikor Jones és Gilliam elégedetlenkedése miatt állandóan újra kellett venni egy jelenetet, melyben egy bizonyos „Sárzabálót” alakított. A jelenet végül nem került be a filmbe.
A film kimondottan sikeres lett, 2000-ben a Total Film magazin olvasói minden idők ötödik legjobb vígjátékának választották.

### Brian élete(1979)
A Gyalog galopp sikere nyomán egy riporter megkérdezte Idle-tól a következő film címét, bár a csoport akkor még nem is gondolt második filmre. Idle azt mondta: „Jézus Krisztus – Hitvágy”; ez egy mindig rendelkezésre álló válasz volt, mert a riporterek nem tudtak rá mit mondani. Hamarosan azonban tényleg elkezdték tervezni az új filmet, mely Krisztus életét állította volna görbe tükör elé, éppen úgy, ahogy a Gyalog galoppban Artúr király mondája került terítékre. Bár Pythonék nem voltak hívők, abban egyetértettek, hogy Jézus „alapjában véve rendes fickó” volt, és tanításaiban semmi kigúnyolnivalót nem találtak; viszont gyanakvással figyelték az egyetemes egyházat, ezért egy ál-Messiás követőinek hiszékenységéről és képmutatásáról akartak szatírát írni.
Ezért a főszereplő olyan ember lett, aki a szomszéd jászolban született, és a három király először őt tartotta a Messiásnak. Amikor Jézus megjelenik a történetben (először a másik jászolban, majd a hegyi beszéd alatt), mindenféle gúny nélkül látható. A bonyodalom akkor kezdődik, amikor a „boldogok, akik békét teremtenek” helyett az emberek „boldogok a sajtkészítőket” értenek (angolul „blessed are the Peacemakers – blessed are the cheesemakers”).
Úgy döntöttek, hogy a forgatókönyvet két hét alatt, pihentető, nyugodt környezetben, távol az Egyesült Királyságtól írják meg. Erre az időszakra a karibi térségbe utaztak. A Gyalog galopp forgatási körülményeiből okulva úgy döntöttek, hogy a filmet Tunéziában forgatják le. Korábbi filmjükkel ellentétben a Pythonok ezt a forgatást tartották a legjobbnak, úgy érezték, ekkor teljesítettek a legjobban. Bernard Delfont impresszárió ideges lett, miután elolvasta a forgatókönyvet és nem sokkal a munka kezdete előtt megvonta támogatását a csoporttól. A projektet George Harrison mentette meg, aki sebtében megalapította a Handmade Filmst, így előteremtve a mintegy ötmillió fontnyi pénzt a filmhez. Harrison később azt mondta, azért segített, mert olvasta a forgatókönyvet és csak látni akarta a kész filmet. Pythonék erre úgy reagáltak, hogy ez volt a legtöbb pénz, amit egy mozijegyért valaha fizettek.
A Gyalog galoppal ellentétben ezt a filmet egyedül Jones rendezte, elkerülendő a komoly vitákat a munka menetéről. Bár Briant eredetileg Cleese akarta játszani, a többiek Chapman mellett döntöttek, mert lenyűgözőnek találták Artúr király magasztos megformálását (egyébként az olvasópróbák egyik csúcspontja Cleese volt Reg szerepében, és abban is egyetértettek, hogy lehetetlen lenne mindkét karaktert ugyanannak az embernek eljátszania). Bár Chapman csak Briant és Fikusz Kukiszt alakítja, a többiek több mint negyven szereplőt játszanak el. A film során egy-egy villanásnyi szerepben George Harrison és Spike Milligan is feltűnik (ő épp a forgatás környékén nyaralt); Keith Moon, a The Who dobosa is kapott volna hasonló szerepet, de ő a forgatás kezdete előtt meghalt.
Megjelenésekor keresztény csoportok tiltakoztak a film ellen annak istenkáromló volta miatt, ami az utolsó jelenetben a legfeltűnőbb: egy tömeges keresztrefeszítés áldozatai a kereszten egy vicces dalt énekelnek (Always Look on the Bright Side of Life). Az Egyesült Királyságban néhány város megtiltotta a film bemutatását (közülük néhányban még mozi sem volt). Írországban nyolc, Norvégiában pedig egy évig volt betiltva (Svédországban így reklámozták a filmet: „Olyan vicces, hogy Norvégiában be is tiltották!”) Olaszországban csak 1990-ben jelenhetett meg. Jerseyben 2001-ig nem mutatták be, ám ezután is csak felnőtteknek akarták engedélyezni megtekintését, annak ellenére, hogy a BBFC besorolása szerint minden 14 éven felüli megnézhette.
A moziknál Mary Whitehouse és mások, akik elítélték a filmet, a filmről szóló röplapokat osztogattak, ingyenreklámot biztosítva ezzel Pythonéknak. A bemutató után nem sokkal John Cleese és Michael Palin a BBC2 Friday Night, Saturday Morning című vitaműsorában vette védelmébe a filmet Malcolm Muggeridge és Mervyn Stockwood, Southwark püspöke ellenében. Cleese gyakran mondta, hogy élvezte a vitát, mert a film „logikailag teljesen védhető” volt. Palin viszont láthatóan dühös volt. A vitáról (és a Monty Python iránt tanúsított rajongásról) a Not the Nine O'Clock News című műsorban készítettek paródiát: ebben a The General Synod's Life of Christ (Egyetemes zsinat: Krisztus élete) című filmről vitáznak, amiről úgy tartják, hogy „kiparodizálja a komikusok Messiását – Urunkat, John Cleese-t”.
Pythonék a maguk részéről istenkáromló helyett inkább eretneknek tartják filmjüket, mert nem az Istenben való hitet, hanem az egyetemes egyház gyakorlatait gúnyolják benne.

### Az élet értelme(1983)
A Monty Python csoport utolsó filmjének stílusa közelebb áll a Repülő Cirkuszéhoz. A jelenetek laza füzéréből álló film az ember életét követi nyomon a fogantatástól kezdve egészen a halálig. A filmben – amit ismét Jones rendezett – látható a csoport néhány legbizarrabb és legnyugtalanítóbb pillanata, valamint több gondosan megkomponált dal is hallható benne. Az élet értelme a csoport legsötétebb hangulatú munkája: nem szűkölködik erőszakos jelenetekben és fekete humorban. A film megjelenésekor a csoport tagjai bevallották, hogy „akit csak lehet”, meg akartak sérteni. Gilliam rövidfilmje, a Bíborszín Örökös Biztosító eredetileg a film egyik jelenete lett volna, de olyan igényesre sikerült, hogy kivágták és kísérőfilmként használták (VHS-en, DVD-n és a televízióban is a film elején, „előszóként” szerepel).
Bár mind anyagilag, mind a kritikusok körében kedvező fogadtatást kapott, Az élet értelmét mégsem tartják olyan jónak, mint a csoport korábbi filmjeit. Sokan úgy érzik, hogy hiányzik belőle a Gyalog galopp és a Brian élete egységessége. Idle azt mondta, hogy „csak régi dolgok átirata volt, közel sem tökéletes”. Pythonék eredetileg Artúr királyhoz és Brianhez hasonlóan egy főhős köré akarták építeni a történetet, akinek végigkövették volna az életét. Ezt azonban Cleese miatt elvetették, akinek már elege volt a film elhúzódó írási munkáiból.
Fontos megjegyezni, hogy ez volt a Monty Python csoport utolsó munkája, melyben mind a hat tag részt vett. Graham Chapman utoljára az 1989-ben megjelent Parrot Sketch Not Included – 20 Years of Monty Python című válogatásban állt kamera elé társaival: négy másodpercig láthatóak, amint egy szekrényben ülnek.

## Python (Monty) Pictures
Az 1973-ban alapított Python (Monty) Picturest a csoport öt életben lévő tagja irányítja. A vállalat birtokolja a csoport által készített műsorok jogait, illetve az ezekkel kapcsolatos ügyeket intézi. A társaság tevékenysége saját megfogalmazása szerint „a televíziós és filmes termékek használata”. A legutolsó pénzügyi évben (2004 márciusáig) a társaság befektetése 4,9 millió font volt.
Amikor 1975-ben az ABC televíziós társaság az USA-ban bemutatta a Repülő Cirkuszt, az epizódokat újravágták, hogy megfelelően be tudják illeszteni a reklámblokkokat. Így megváltoztatták az eredeti jelenetek sorrendjét, melyek folytonossága ezzel semmivé lett. Mivel a sorozat ilyen formában való sugárzását többszöri figyelmeztetés ellenére sem állították le, a csoport beperelte a társaságot. A bíróság megállapította, hogy szerzői jogaikat valóban megsértették, de az ABC-t nem kötelezték az adás megszüntetésére, mivel ez a cégnek „anyagi kárt” okozott volna. A csoport fellebbezett az ítélet ellen, és másodfokon megkapták munkáik USA-beli televíziós adásainak felügyeleti jogát. 1980-ban lejárt a BBC-vel kötött szerződésük is, és így műsoraik külföldi sugárzási jogait is megszerezték (ez akkoriban egyedülálló megállapodásnak számított).
Az 1970-es években a csoport legnagyobb támogatója George Harrison volt, aki nem csak producere volt a Brian életének, hanem Mr. Papadopolousként is feltűnt a filmben (bár az utómunkálatok során Palin hangjára cserélték az övét), emellett több daluk elkészítésében is segédkezett; ezek közül a legismertebb a The Lumberjack Song (Favágó dal). Egy rövid szerep erejéig feltűnt Eric Idle és Neil Innes mára már kultikussá vált Beatles-paródiájában, az All You Need is Cashben (ismertebb címén The Rutles) is, melyben szerepelt több Python és a Saturday Night Live három tagja, társproducere pedig a Broadway Video volt, az SNL produkciós cége. Harrison egy interjúban azt mondta: „A Monty Python segített át a Beatles feloszlása utáni megrázkódtatáson”.
2002. november 29-én – egy évvel George Harrison halála után – az életben lévő Pythonok John Cleese kivételével (Neil Innes és Carol Cleveland közreműködésével) részt vettek a zenész tiszteletére rendezett Concert for George című rendezvényen. Itt újból előadták a Favágó dalt és a Sit on My Face című dalt.

## A tagok önálló karrierje
A csoport felbomlása után az egykori tagok továbbra is filmkészítéssel foglalkoztak, gyakran együtt dolgozva egymással. Ezek közül több egészen sikeres volt, mint például a Waczak szálló (Fawlty Towers, 1975, 1979), melyet John Cleese és felesége, Connie Booth írt. Az egyik legismertebb film A hal neve: Wanda (A Fish Called Wanda, 1988), melynek forgatókönyvírója és főszereplője Cleese, egyik szereplője pedig Michael Palin. Pár évvel később A Hal neve Wanda szereplői a Fészkes fenevadakban (Fierce Creatures, 1997) újra együtt játszottak. A Terry Gilliam által rendezett Időbanditák (Time Bandits, 1981) írója, a rendező mellett, Palin, aki – szintén Cleese-zel együtt – szerepel is benne. Palin a Brazilban (1985) is feltűnik. Idle szerepelt Gilliam Münchausen báró kalandjai (The Adventures of Baron Munchausen, 1988) című filmjében; látható az Európai vakáció-ban (European vacation, 1985) és az Apócák a pácban (Nuns on the Run, 1990), Robbie Coltrane-nel. Palin és Jones együtt írta a Ripping Yarns című sorozatot, melyben Palin szerepelt is. Palin BBC-vel közösen készített útifilmjei is sikeresek. Ezekben alkalmanként utalásokat is tesz a Monty Python csoporttal elért korábbi sikereire, a különféle kultúrák bemutatását nem ritkán sajátos, eredeti humorával teszi élvezetesebbé. A legtöbb munkát Cleese vállalta: 59 mozifilm, 22 TV sorozat vagy show, 23 élőben felvett műsor és 6 videójáték.

## Újraalakulások
Gyakran merülnek fel találgatások a Monty Python csoport újraegyesülésével kapcsolatban. Ám Graham Chapman 1989-ben (a Repülő Cirkusz első adása 20. évfordulójának előestéjén) bekövetkezett halálakor úgy tűnt, minden remény elveszett. Viszont 1998-ban az öt még élő Python tizennyolc év után ismét együtt lépett színpadra egy interjú erejéig, amelynek keretein belül előadták néhány régi és egypár újabban írt jelenetüket. A fellépésen szerepelt egy urna is, mely állítólag Chapman hamvait tartalmazza. Az előadás során Terry Gilliam „véletlenül” felrúgta az urnát, melynek kiborult tartalmát egy porszívóval gyűjtötték össze.
1999. október 9-én (a Repülő Cirkusz indulásának 30. évfordulóján) a BBC2 egész esti műsorát a Monty Pythonnak szentelte, dokumentumfilmekkel és néhány külön ez alkalomból felvett új jelenettel.
Cleese Az élet értelme DVD-kiadása alkalmából adott interjújában valószínűtlennek és nem sok jót ígérőnek mondott egy esetleges újraegyesülést. Véleménye szerint lehetetlen lenne a csoport tagjait összeszedni, és összezárni őket egy közös munka erejéig; nem mintha nem viselnék el egymást, egyszerűen csak mindegyikük a saját dolgaival foglalkozik.  Eric Idle sem tartja valószínűnek az újraegyesülést, legfeljebb csak akkor, amikor „Graham Chapman visszatér a halálból”. (Ez a nyilatkozat hasonlít arra, amit egykor George Harrison tett a Beatles újraegyesüléséről: „Szerintem addig nem játszunk együtt, amíg John Lennon halott.”)
A 2003-ban megjelent „önéletrajz” – mely a még élő Pythonokkal készült interjúk gyűjteménye – felfedi azt is, hogy 1990-ben, a Gyalog galopp Idle által megírt folytatásáról szóló viták miatt kis híján örökre szakítottak egymással. Cleese úgy érezte, hogy Az élet értelme számára nehéz és középszerű darab volt, és nem igazán akarta megcsinálni. Idle nyilvánvalóan dühös volt Cleese-re, hogy nem akart részt venni a film elkészítésében annak ellenére sem, hogy öt társa ígéretesnek tartotta azt. Néhány évvel később Idle nem volt hajlandó fellépni egy újraegyesülési műsorban, mert azt szerinte Cleese irányította.
2005 márciusában azonban az összes még élő szereplő együtt vett részt Eric Idle Spamalot című, a Gyalog galopp alapján készült musicaljének premierén. Az első előadás Chicagóban volt, azóta pedig a Broadwayn is előadták. 2005-ben 14 Tony-díjra jelölték, melyből hármat nyert meg: legjobb musical, legjobb musical-rendezés (Mike Nichols) és legjobb színésznői alakítás (Sara Ramíreznek, aki a Tavak Tündérét játszotta, amit csak a darab kedvéért írtak bele a történetbe).
A Spamalot sikere nyomán a PBS televíziós csatorna 2005. július 13-án bejelentette, hogy levetíti a Repülő Cirkusz összes epizódját és Monty Python's Personal Best címmel hat, egyenként egyórás műsort, melyben a csoport tagjaival külön-külön foglalkoznak. Minden részt az adott adásban szereplő tag ír, Graham Chapman epizódját pedig közösen készítik el.

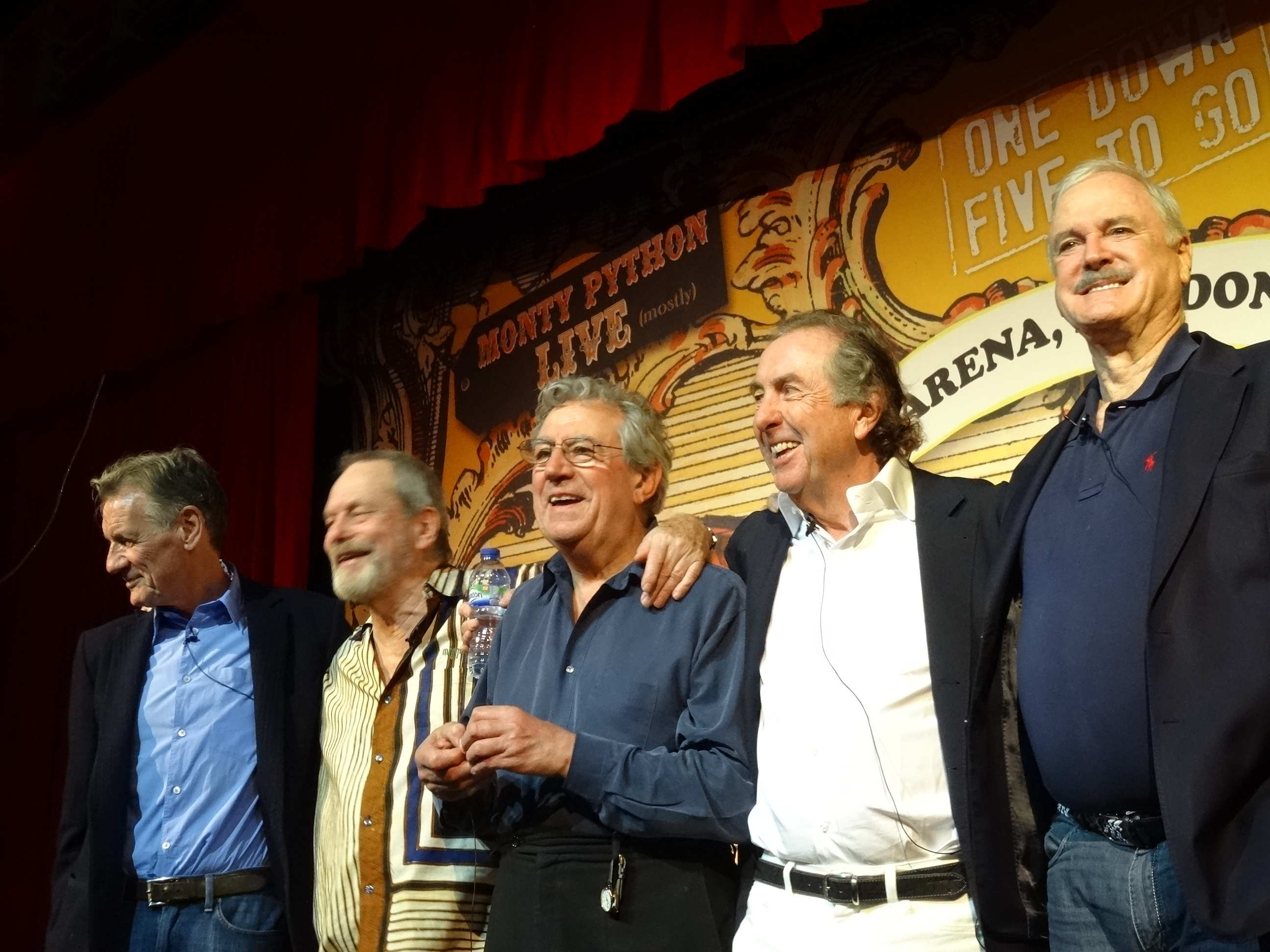
A Monty Python 2014-ben Londonban

2009-ben Monty Python: Almost the Truth-Lawyers Cut (Majdnem az igazság-Ügyvédi változat) címmel hatrészes dokumentum jellegű visszaemlékezést készítettek, melyben az alkotók és a csoportot méltató humoristák, színészek emlékeztek a régi időkről archív és még eddig nem látott felvételeket bemutatva, többek között: Danny Scheinmann, Barry Cryer, David Sherlock, Bill Oddie, Neil Innes, Eddie Izzard, John Goldstone, Carol Cleveland, Dan Aykroyd, Bruce Dickinson, John Du Prez, Tim Brooke-Taylor, André Jacquemin, Tim Roth.
2011-ben A Liar's Autobiography-The True Story of Monty Python's Graham Chapman (Egy hazug önéletrajza-Graham Chapman igaz története) címmel animációs filmet készítettek, melyben a hangjukat kölcsönözték a tagok, Eric Idle kivételével.
2012. január 27-én bejelentették, CGI és élőszereplős filmet készítenek. A filmet Terry Jones rendezi, az egyik szerepre Robin Williams-et szerették volna felkérni.
2014-ben utoljára összeállt a Monty Python csoport. Eric Idle rendezte a műsort, melyet a londoni Royal Albert Hallban tartottak. Az egy tervezett előadásból 10 előadás lett, mivel az első előadás meghirdetésekor a jegyeket 45 másodperc alatt elkapkodták. A többi élő taggal együtt, utoljára léptek fel, ezzel lezárva 45 évet és a több évtizedes találgatásokat a lehetséges reunióra.

## A Pythonok

### Graham Chapman
Graham Chapman 1941. január 8-án született a leicestershirebeli Melton Mowbrayben. Eredetileg orvosnak készült, de Cambridge-ben csatlakozott a Footlightshoz, és a színház mellett döntött. (Később elvégezte az orvosi egyetemet, és megkapta a praktizáláshoz szükséges engedélyt). Chapman talán legismertebb szerepei: Artúr király a Gyalog galoppban és Brian Cohen a Brian életében.
Ezek jobbára komoly, megfontolt figurák voltak, ám a Repülő Cirkuszbeli alakításai sokkal közelebb álltak valódi énjéhez: látszólag nyugodt, magabiztos emberek, akiknek a lelkében egy kiszámíthatatlan mániákus lakozik. Sok tekintetben Chapman testesítette meg az általában tisztességesnek tartott embert: magas volt, szikár, pipázott, szeretett hegyet mászni és rögbizni. Alkoholizmusa az 1970-es évek elején alkalmanként komolyan hátráltatta saját és társai munkáját is.
A többieket az dühítette a legjobban, amikor Chapman részegen ment fel a színpadra: nem tudta, mit csináljon és elfelejtette a szövegét; a Gyalog galopp skóciai forgatása közben delirium tremensbe esett. A legsúlyosabb időszakában naponta több mint két liter gint ivott meg. 1977 karácsonyán megfogadta, hogy felhagy az ivással – ezt be is tartotta. Sokak szerint a Brian életében nyújtotta legjobb alakítását.
A Monty Python csoport munkáin kívül szerepelt a The Odd Job és a Sárgaszakáll (Yellowbeard) című filmben, és többször fellépett a Saturday Night Liveban is. 1989. október 4-én, a Monty Python Repülő Cirkusza huszadik évfordulójának előestéjén tüdőgyulladásban halt meg, amit gégerák okozott (a gerincére és a májára is átterjedt). A többieknek köszönhetően ma már csak úgy hivatkoznak rá: „a halott”. Búcsúztatásán John Cleese mondott nekrológot, melynek tiszteletlen hangvételét szerinte Chapman is kedvelte volna. Mivel Cleese volt az első ember, aki brit tévéműsorban kimondta a „szar” szót, azt mondta, hogy Chapman sohasem bocsátotta volna meg, ha kihagyja az alkalmat, „hogy egy brit búcsúztatáson először mondja ki a 'kibaszott' szót”. Chapmant élettársa, David Sherlock író és közösen nevelt fiuk, John Tomiczek élte túl.

### John Cleese

John Cleese a Monty Python Repülő Cirkuszában mint a „hülye járások minisztere”

John Cleese 1939. október 27-én született az észak-somerseti Weston-super-Mare-ben; családjának neve eredetileg Cheese (Sajt) volt. Amikor apja az első világháborúban csatlakozott a hadsereghez, nevét Cleese-re változtatta. Cleese a bristoli Clifton College-ben tanult, ahol már megmutatkozott színjátszás iránti rajongása, gyakran szerepelt iskolai előadásokon. Ezután a Cambridge-i Egyetemre került, ahol először találkozott Graham Chapmannel, későbbi szerzőtársával és a Monty Python csoport másik leendő tagjával.
Gilliam animációi mellett Cleese és Chapman jelenetei voltak a Monty Python legárnyaltabb munkái. A Cleese által megformált alakok egyik jellemző tulajdonsága a bennük forrongó, elfojtott düh (ám előfordul, hogy végül „kirobbannak”). Hasonlóan mogorva, szőrszálhasogató, dühös figura Basil Fawlty, a Waczak szálló című sorozat főhőse is. Sok kritikus párhuzamot von a karakterek dührohamai és Cleese saját maga által is elismert neurózisa között (nyíltan beszélt arról, hogy pszichoanalízisre járt).
A Palin-Jones szerzőpárossal ellentétben Cleese és Chapman szó szerint „együtt” írt, vagyis ugyanabban a helyiségben. Cleese elmondása szerint míg ő tollal és papírral a kezeügyében ült, Chapman kényelmesen elhelyezkedett és hosszú ideig meg sem szólalt; amikor azonban megszólalt, szinte kivétel nélkül valami briliánsat mondott, ami az adott jelenetnek egészen más értelmezési lehetőséget adott. Kiváló példa erre a Döglött papagáj jelenet, ami eredetileg egy meghibásodott kenyérpirítóról, majd egy rossz autóról szólt (ez a változat helyet kapott a How to Irritate People című műsorban). Chapman ötlete volt, hogy a hibás árut cseréljék ki egy döglött papagájra, melynek hatására a jelenet még abszurdabb – és ennek következtében még emlékezetesebb – lett.
Munkáikban legtöbbször hétköznapi emberek hétköznapi helyzetekben hihetetlenül abszurd dolgokat csinálnak. Chapmanhez hasonlóan Cleese szenvtelen arckifejezése, kifogástalan középosztálybeli akcentusa lehetővé tette a legkülönfélébb hivatalnokok eljátszását. Az általa játszott karakterek legtöbbjére jellemző egy bizonyos mértékű őrültség, és még akkor is képesek közömbösen, fapofával viselkedni, ha valami egészen különleges, ritka dolgot művelnek. A Hülye Járások Minisztériumában (amit Palin és Jones írt) Cleese teljes erőbedobással játszotta a darulábú hivatalnokot, aki atlétikus, de groteszk járásával teszi felejthetetlenné a jelenetet.
Jeleneteik másik jellemzője, hogy a szereplők pengeéles logikával érvelnek egy-egy teljesen értelmetlen helyzetben (például a Sajtüzletben, a Döglött papagájban, vagy a Vitázási jelenetben, ahol Cleese olyan hivatalnokot alakít, akinek a hozzá forduló emberekkel egy teljesen értelmetlen, dühödt vitát kell lebonyolítania). Ezek a szerepek szöges ellentétben állnak Palin szerepeivel – a magas, agresszív Cleese és az alacsonyabb Palin ártalmatlansága közötti kontraszt visszatérő poén a sorozatban. Néhány alkalommal azonban fordított a helyzet: a Haltartási engedély című jelenetben Palin játssza a kérlelhetetlen hivatalnokot, akinél Cleese ki akarja váltani a haltartási engedélyt (ám itt is Cleese a páros „bolond” tagja).
Nemrégiben Cleese-ről neveztek el egy lemúrfajt, az Avahi cleeseit (Cleese gyapjas lemúrja). Ezzel ismerték el a lemúrok védelmében való részvételét (a Fészkes fenevadakban egy lemúr is szerepelt) és az Operation Lemur with John Cleese (A lemúr-hadművelet John Cleese-zel) című ismeretterjesztő filmet, mely a Madagaszkáron élő lemúrokkal foglalkozott.
Cleese az elmúlt években Q asszisztensét (R), majd magát Q-t alakította a James Bond-filmekben. Szinkronszerepet vállalt a Shrek 2.-ben, szerepelt az első két Harry Potter-filmben, az Üldözési mániában és a Saturday Night Live néhány epizódjában is. A Harmadik Shrekben Harold király újra az ő hangján szólal majd meg (ebben a részben egy másik Python, Eric Idle is szinkronizál).

### Terry Gilliam

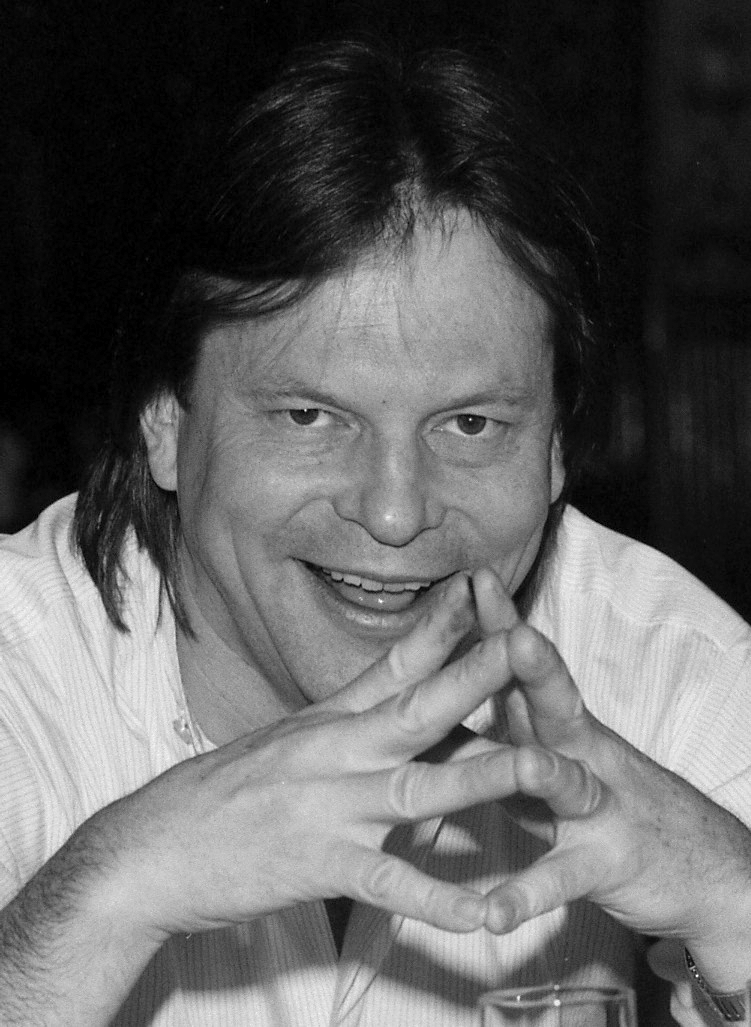
Terry Gilliam 1985-ben

Terry Gilliam 1940. november 22-én született a Minnesota állambeli Minneapolisban; ő a csoport egyetlen amerikai tagja (ma már brit állampolgár). Pályáját Harvey Kurtzman Help! című magazinjánál kezdte, ahol animációkat készített és képregényeket rajzolt. A magazin egyik számában John Cleese is szerepelt. Miután Angliába költözött, előbb a Do Not Adjust Your Set, majd a Monty Python Repülő Cirkusza számára készítette animált összekötő részeket.
Gilliam tervezte és rajzolta a jeleneteket összekötő különös, szürreális „rajzfilmeket”, ezen kívül a csoport képi megjelenéséért (album- és könyvborítók, a filmek főcímei) is ő felelt. Művészetére a változatos stílushatások keveredése jellemző: furcsa, „labdaszerű” alakok, antik (leggyakrabban Viktória-korabeli) fotográfiákból kivágott hátterek és mozgatható figurák. Stílusának elemeit több későbbi televíziós műsorban is felhasználták: az Angela Anaconda című rajzfilmsorozatban, a Guinness sör televíziós reklámjaiban, a Jay Leno vezette The Tonight Showban látható JibJab rajzfilmekben, a The New Adventures of Queen Victoria című online képregényben és a Terry Jones' Medieval Lives című, középkorról szóló ismeretterjesztő sorozatban. A Született feleségek főcíme és a Grim Fandango című számítógépes játék egyes részletei ugyancsak Gilliam hatását tükrözik. A South Park képi világát a Repülő Cirkuszban látható animációk kivágható és mozgatható papírfigurái ihlették. Az amerikai Food Network Good Eats című sorozatának összekötő részei szintén ezt a képi világot idézik.
Bár elsősorban az animációk elkészítése volt a feladata, Gilliam színészként is fel-feltűnt a Repülő Cirkuszban (általában olyan szerepekben, melyekben kényelmetlen jelmezt vagy sminket kellett viselni, és ezért a többiek nem szívesen vállalták; például ő a „csirkés lovag”, aki úgy vet véget a jeleneteknek, hogy az egyik szereplőt fejbevágja egy gumicsirkével). Ezen kívül a csoport filmjeiben is feltűnt több kisebb szerepben.
A Gyalog galopp forgatásán Jones társrendezője volt, a többi filmet már egyedül Jones rendezte. Ezekhez Gilliam a látványvilág és az animációk megtervezésével és elkészítésével járult hozzá (Az élet értelme elején látható Bíborszín Örökös Biztosító című kísérőfilm is az ő munkája). Az 1970-es évek második fele óta Gilliam elismert filmrendezővé vált, olyan filmekkel, mint a Brazil, A halászkirály legendája, a Félelem és reszketés Las Vegasban és a 12 majom.

### Eric Idle

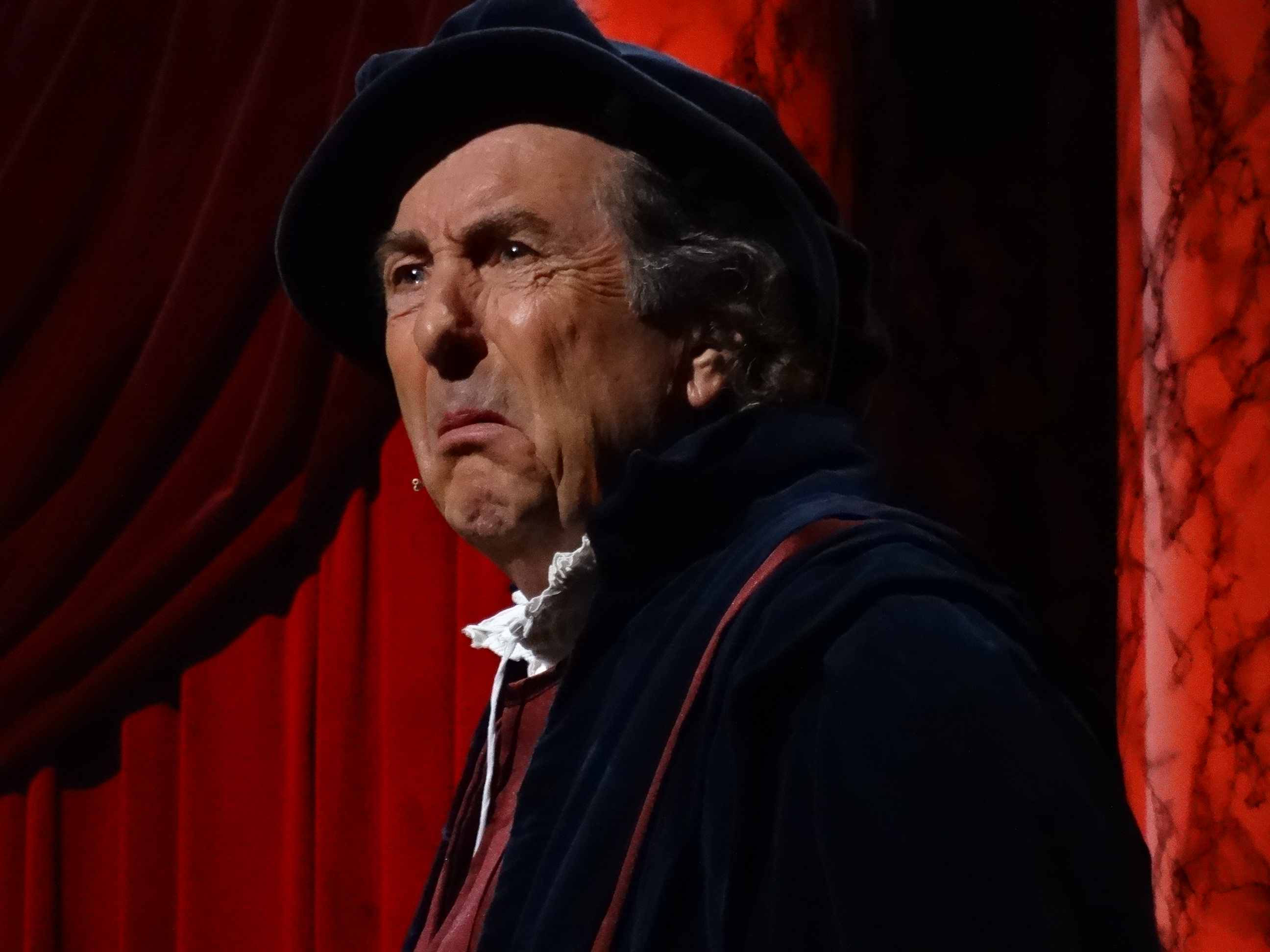
Eric Idle mint Michelangelo egy 2014-es fellépésen

Eric Idle 1943. március 29-én született a Tyne and Wear megyei South Shieldsben. A Monty Python csoport megalakulásakor már két szerzőpáros működött: Cleese és Chapman, valamint Jones és Palin. Az animációkat készítő Gilliam mellett Idle volt a csoport másik egyedül dolgozó tagja.
Jobban szeretett egyedül, a saját tempójában írni, bár néha nehéz volt a többiekhez igazodnia egy egyszemélyes jelenettel úgy, hogy az humoros legyen. Cleese elismerte, hogy ez nem volt becsületes dolog – amikor a műsorba kerülő jelenetekről szavaztak, „mindig csak egy szavazatot kapott” – de hozzátette, hogy Idle független személyiség volt, és szerinte egyedül dolgozott a legjobban. Idle azt mondta, hogy alkalmanként különösen nehéz dolga volt: „Öt másik embert kellett meggyőznöd. És ők nem mentek a szomszédba egóért.”
Munkáira a nyelv és a kommunikáció iránti „megszállottság” jellemző: az általa játszott karakterek többsége valamilyen szempontból különleges beszédkészséggel rendelkezik. Ilyen például az ember, aki anagrammákban beszél, az ember, aki rossz sorrendben mondja a szavakat, és a hentes, aki felváltva goromba, illetve udvarias a vevővel. Legtöbb jelenetében hosszú monológ van (például az ember, aki megállás nélkül kellemetlen nyaralási élményeit ecseteli), vagy pedig a televíziós bemondók, hírolvasók nyelvezetét, beszédfordulatait tette gúny tárgyává. Palinhez hasonlóan Idle is hitelesen alakította a hiteltelen figurákat, például a David Frostot idéző Timmy Williamst, vagy Stig O'Tracyt, aki azt akarja elhitetni az emberekkel, hogy Dinsdale Piranha, egy nagyhatalmú gengszter a padlóhoz szögezte a fejét.
Mivel a csoport fiatalabb tagjaihoz tartozott (Cambridge-ben egy évfolyammal Cleese és Chapman alatt tanult), gondolkodásában ő állt legközelebb a csoport rajongóinak nagy részét képező tizenévesekhez és egyetemi hallgatókhoz. Nem meglepő tehát, hogy a csoport kortárs popzenével, szabad szexualitással és drogokkal foglalkozó jelenetiei az ő művei. Ezekre a két- vagy többértelműség, gyakori szexuális célzások és más „pajkos” dolgok jellemzőek (ennek legismertebb példája a Nudge Nudge jelenet).
Idle tehetséges gitáros és dalszerző, ő írta a csoport legismertebb dalait. A Brian élete végén elhangzó Always Look on the Bright Side of Life a Monty Python csoport védjegyévé vált. Az ő műve Az élet értelmében hallható Galaxy Song, valamint a Cleese-zel közösen írt Eric the Half-a-Bee a Monty Python’s Previous Record című albumról.
A csoport feloszlása óta számtalan filmben és tévéműsorban feltűnt (South Park – Nagyobb, hosszabb és vágatlan, Európai vakáció, 102 kiskutya, A Simpson család, MADtv, Saturday Night Live). 1996-ban a Discworld című számítógépes játék főhősének, Rincewindnek kölcsönözte a hangját. Még ma is ír humoros dalokat, ő írta a BBC Fél lábbal a sírban című sorozatának főcímdalát.
Az 1990-es években Idle karrierje megfeneklett: 1993-as Lökött örökösök, illetve 1998-as Burn Hollywood Burn című filmje megbukott (utóbbi öt Arany Málna díjat kapott, és Magyarországon be sem mutatták). Szakmai sikert úgy tudott újra elérni, hogy régebbi Python-anyagokat dolgozott át. Idle írta a három Tony-díjat nyert Spamalot című musicalt, melynek cselekménye a Gyalog galopp történetén alapul. A darab zenéjét John Du Prezzel közösen szerezte. 2007 nyarán, Montréalban mutatják be új, Not the Messiah című musicaljét. John Cleese mellett a Harmadik Shrekben ő is vállalt szinkronszerepet.

### Terry Jones

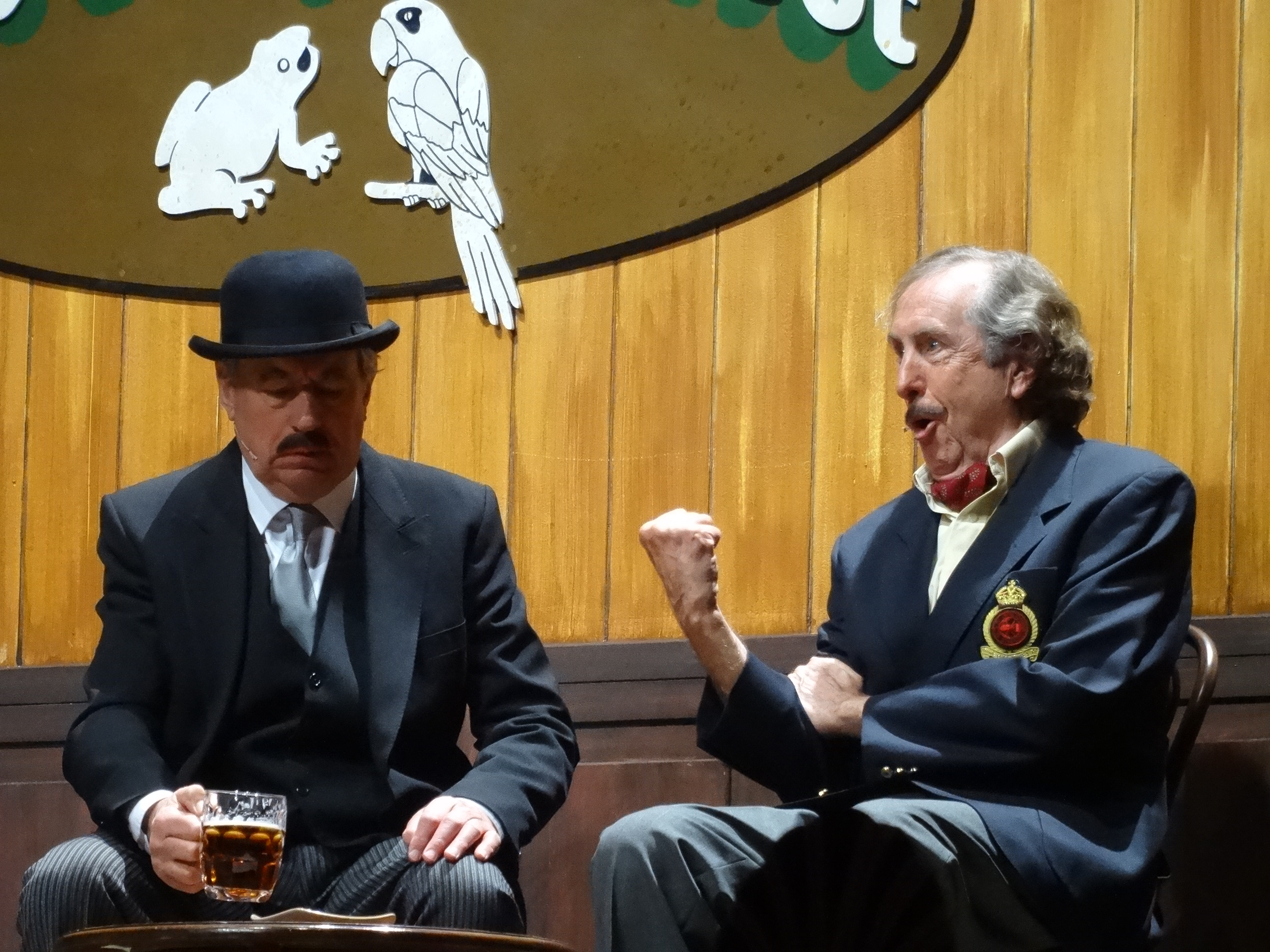
Terry Jones (balra) és Eric Idle 2014-ben

Terry Jones 1942. február 1-jén született az észak-walesi Colwyn Bayben. A csoport legkiegyensúlyozottabb tagjaként ritkán kapott annyi figyelmet, mint társai, bár a többiek szerint ő volt a csoport „szíve”. George Perry, a Pythonok életrajzírója egyszer azt mondta: „beszélgethetsz vele a fosszilis tüzelőanyagoktól Rupert maci történetein és a középkori lovagokon át a modern Kína történelméig mindenről, de a végén úgyis rájössz, hogy semmi esélyed vele szemben, mert sokkal műveltebb nálad”. Sokan egyetértenek abban, hogy Jones soha nem szűnő lelkesedésével sikeresen tartotta össze a csoportot a legnehezebb időkben is.
Jones egyik első terve az volt, hogy a csoport műsorai frissességet sugározzanak, a korábbi humoros sorozatokhoz képest valami újat nyújtsanak. Nagyrészt neki köszönhető a Repülő Cirkusz felépítése, a poénok elhagyása, a jelenetek egymásba úsztatása, melynek nyomán a tagok humora értelmet nyert. Jones a televíziós rendezők munkájába is beleszólt: ellenezte a felgyorsított filmrészletek, a túlzottan hangsúlyos zene, valamint az alig változó kamerabeállítások használatát. Élénk érdeklődést mutatott a csoport műsorainak rendezésében is. Később az összes Monty Python-filmet ő rendezte (a Gyalog galoppot Terry Gilliammel közösen). Rendezői stílusára a széles látószögű beállítások (melyek a hosszabb párbeszédek alatt jutnak fontosabb szerephez), valamint kevesebb zene használata jellemző. Sok Palinnel közösen írt jelenete támasztja alá, hogy fontosnak tartotta a szó szoros értelmében látványos komédiát; úgy gondolta, hogy az érdekes díszletek nem vonják el a figyelmet a humorról, hanem teljesebbé teszik azt. Munkamódszere több későbbi komikusra hatott, akik szakítottak a stúdiómunka hagyományaival. Ezekre a legjobb példa a Green Wing, az Angolkák és a Kretének klubja.
Jones legismertebb szerepei közé tartoznak a rikácsoló hangú öregasszonyok. Jeleneteire a világos koncepció jellemző; egy tipikus Jones/Palin jelenet a téma abszurditásától nyeri humorosságát. A Proust-összefoglaló Verseny című jelenetben Jones egy játék vezetőjét alakítja, aki minden versenyzőnek 15 másodpercet ad Marcel Proust Az eltűnt idő nyomában című művének összefoglalására. Az Egérorgonában olyan „művész” szerepében látható, aki egy kalapáccsal olyan egerekre sújt le, melyek különböző hangmagasságokon cincognak; ha a megfelelő sorrendben üt rájuk, el tudja játszani a St. Mary harangjai című dalt. Mindkét esetben már maga az ötlet teljesen abszurd. Jonest testalkata lehetővé tette, hogy a némafilmek világát idéző, chaplini stílusú jelenetekben is hitelesen szerepeljen, melyek közül a legismertebb a Nyilvános vetkőzés jelenet.
2004-ben a BBC bemutatta a Terry Jones középkora című minisorozatot, melynek ő volt a műsorvezetője, 2006-ban pedig a BBC2-n volt látható Barbárok című sorozata.
Mivel Jones leginkább a háttérben tevékenykedett (rendezett és írt) és nem vonta magára a figyelmet, munkáját gyakran alulértékelik. Jones legnagyobb érdeme a csoport összetartása és kreatív szabadságának kivívása volt. 2006. október 21-én vastagbélrákot állapítottak meg nála; a daganatot három nappal később sikeresen eltávolították.
2020 januárjában meghalt.

### Michael Palin

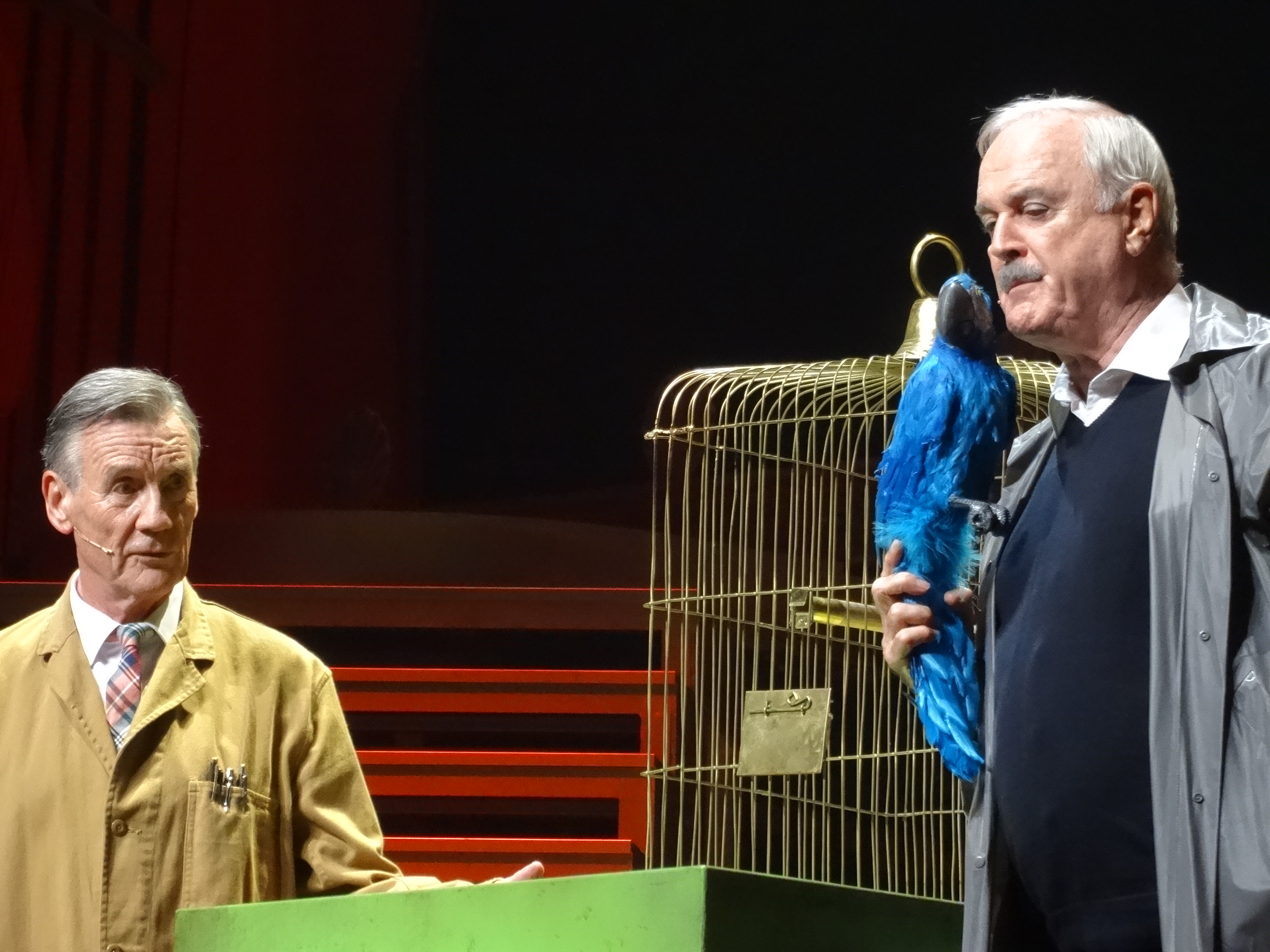
Michael Palin és John Cleese 2014-ben

Michael Palin 1943. május 5-én született a dél-yorkshire-i Sheffieldben. Öthetes lemaradásával ő a Pythonok legfiatalabbika, akire általában csak „a jóképű”-ként hivatkoznak. Szerzőtársával, Jonesszal az Oxfordi Egyetemen ismerkedett meg. A Repülő Cirkusz után együtt írták a Ripping Yarns (Csodás történetek) című sorozatot. Jeleneteiket eleinte együtt írták, de később úgy találták, jobban megy a munka, ha külön dolgoznak, majd összeülnek és eldöntik, milyen legyen a végső változat. Ennek eredményeképp munkáik a többiekénél lényegretörőbbek, egy mindennapi szituációt tesznek bizarrá, humorossá egy váratlan, lehetetlen mozzanattal, s ebből megpróbálják a lehető legtöbbet kihozni.
Ezek a jelenetek egy hétköznapi szituációval kezdődnek: ártatlan beszélgetéssel, vacsorával – majd egy váratlan, megjósolhatatlan esemény következik be: a Spanyol Inkvizíció bíborosainak eljövetele (Repülő Cirkusz, 15. rész), vagy pedig egy lehetetlenül kövér és lehetetlen nevű ember, Mr. Creosote (Karbolsav úr) megjelenése Az élet értelmében. Ezután Palin és Jones már az új körülményeknek megfelelő logikával (vagy annak hiányával) alakította néha-néha már fájóan (persze jó értelemben) abszurddá a jelenetet: például a bíborosok puha párnákkal és kényelmes fotellel kínoztak egy öreg nőt, a pincér pedig addig etette Mr. Creosote-ot, amíg szét nem durrant, és a többi vendéget el nem lepte beleinek tartalma.
Az elmúlt években Palin a BBC számára több útifilmet készített, melyekben a legkülönbözőbb – általában Isten háta mögötti – helyszíneket mutatta be (Csendes-óceán partvidéke, Szahara, Himalája). Ezek némelyike előre megtervezett útvonalat követ, mint például a Sarkig tárt világ, vagy a BBC által szponzorált 80 nap alatt a Föld körül Michael Palinnel, melyben Verne Gyula regényének főhőse, Phileas Fogg utazásának útvonalát követte. Emellett szerepelt Gilliam Brazil és Időbanditák című filmjében, valamint Cleese partnereként A hal neve: Wandában. Útifilmjeinek köszönhetően Palin az Egyesült Királyság egyik legközismertebb emberévé vált, emellett a Python-rajongók a csoport legjóképűbb tagjává is megválasztották.

## Nem Pythonok, de mégis fontosak
Az évek során a Monty Python csoport több tiszteletbeli „taggal” bővült ki. Ezeket a közreműködőket – az ötödik Beatle mintájára – hetedik Pythonként is szokás illetni. Közülük Neil Innes és Carol Cleveland tette hozzá a legtöbbet a csoport munkájához, valamint ők voltak a leggyakrabban felbukkanó közreműködők is. Mindketten részt vettek a Monty Python megalakulásának 25. évfordulója alkalmából rendezett találkozón 1994 júliusában, Los Angelesben; itt Associate Pythonokként (társ-Pythonok) hivatkoztak rájuk.

### Neil Innes
Douglas Adams mellett Neil Innes az egyetlen csoporton kívüli közreműködő, aki íróként is részt vett a Repülő Cirkusz készítésében. Szerepelt a csoport jeleneteiben és filmjeiben, valamint a Monty Python Live at the Hollywood Bowlban több dalát is előadta. Amikor a Pythonok újra összeállnak, hogy előadjanak néhány jelenetet, általában ő ugrik be, ha valamelyikük nem tud megjelenni. Ezek közül a legfontosabb a George Harrison emlékére rendezett koncert volt, ahol John Cleese-t helyettesítette. Gilliam szerint ha valaki indulhatna a hetedik Python címéért, az csakis Innes lehetne. Első zenekara a Bonzo Dog Band volt, melynek tagjaként olyan dalokért volt felelős, mint a The Intro and the Outro és az I'm the Urban Spaceman. A The Rutles nevű, Beatlest parodizáló zenekarban Ron Nastyt alakítja, az All You Need Is Cash című filmhez pedig ő írta a Rutles összes dalát. 2005-ben Innes és Eric Idle kapcsolata komolyan megromlott egy újabb Rutles-produkció miatt. Innes a kedvező fogadtatásban részesülő The Rutles Archaeology című albumot jelentette meg, Idle pedig a kritikusok által középszerűnek tartott második Rutles-filmmel, a The Rutles 2: Can't Buy Me Lunchcsal rukkolt elő. Idle 2005 májusában, a Chicago Telegraphnak adott interjújában azt mondta, hogy Innesszel túl sokáig dolgoztak együtt, és ezen változtatni akart. Innes semmit sem közölt a kettejük között zajló vitáról. 2019 decemberében hunyt el.

### Carol Cleveland
Carol Clevelandre, a Python-produkciók legfontosabb, állandó női szereplőjére szintén illik a „hetedik Python” kifejezés, ám őt inkább a „Python-lány”-ként említik. Bár John Howard Davies rendező-producer eredetileg csak a Repülő Cirkusz első öt epizódjára szerződtette, végül a 45 rész mintegy kétharmadában, az összes Python-filmben, valamint a csoport legtöbb színpadi produkciójában is szerepelt. Mivel leggyakrabban a dögös szőke nő szerepét bízták rá, a többi Pythontól a Carol Cleavage gúnynevet kapta (a cleavage magyarul dekoltázst jelent). Ennek ellenére tévedés lenne azt hinni, hogy csak „szőke nőket” alakított. Egy interjújában így nyilatkozott a Repülő Cirkusz ról: "Az első két rész próbái mentek, de még mindig nem tudtam, mi a nyavalya ez. Egyáltalán nem tudtam, csak tátottam a szám, és izgalommal vártam a próbákat. A műsorról semmit sem tudtam. Aztán úgy éreztem, bármi is legyen ez az egész, végül is jópofa."

### Connie Booth
A csoport másik fontos női közreműködője Connie Booth, John Cleese akkori felesége volt, aki később Cleese-zel együtt szerepelt a Waczak szálló című sorozatban (a forgatókönyveket is együtt írták). Legismertebb szerepei a Favágó dalt éneklő favágó felesége, valamint a Gyalog galoppban máglyhalálra ítélt boszorkány. Többen feltételezik, hogy Cleese és Chapman mellett ő is részt vett a jelenetek írásában.

### Douglas Adams
Douglas Adamst Graham Chapman „fedezte fel”, amikor a West Enden bemutatták a Footlights Revue-t (a BBC2-n 1974-ben bemutatott műsort, melyben Adams korai írásai is szerepeltek). Rövid írói együttműködésbe kezdtek, Adamst pedig a Repülő Cirkusz utolsó epizódjában látható Betegnyúzás című jelenetben szerzőként is feltüntették. A jelenetben egy ember keresi fel az orvost, mert egy nővér hasba szúrta, az orvos viszont nem hajlandó addig ellátni, amíg ki nem tölt egy rakás értelmetlen formanyomtatványt (ezt később a Galaxis útikalauz stopposoknak című művébe is beleszőtte: a Vogonok ugyanis megszállottjai a papírmunkának). Adams egy jelenettel a Monty Python and the Holy Grail című albumhoz is hozzájárult. A Repülő Cirkusz negyedik szériájában két villanásnyi szerepe is volt: a 42. rész elején egy orvosi maszkot visel (a felirat szerint ő dr. Emile Koning) és egy pár gumikesztyűt húz fel, mialatt Michael Palin újabb és újabb szereplőket mutat be, ami miatt a jelenet sosem kezdődik el. A 44. rész (Mr. Neutron) elején középkorú háziasszonynak öltözve látható, aki egy rakétát rak egy ócskavas-kereskedő kocsijára. Emellett Adams és Chapman a Monty Python csoporton kívül is együtt dolgozott, melynek egyik legismertebb példája az 1975-ös Out of the Trees.

### Eddie Izzard
Eddie Izzard komikus, a csoport egyik legnagyobb rajongója néhányszor szintén beugrott egy-egy hiányzó tag helyett. Amikor a BBC 1999-ben, a Repülő Cirkusz első adásának 30. évfordulójára egy egész estét szentelt a csoport történetének és munkásságának bemutatására, néhány új jelenetben Izzard szerepelt Idle helyett, aki nem akart részt venni a műsorban (az USA-ban felvett egy egyszemélyes jelenetet, ami bekerült a műsorba). A visszatekintés keretében Izzard volt a csoport történetét bemutató The Life of Python című műsor házigazdája, valamint az 1998-as aspeni Python-újraalakulás alkalmával is a csoport társaságában lépett fel.

## A pythoneszk
A Monty Python csoport rendkívüli hatással van a modern komédiára. Ennek eredményeképp a szürreális humorban a „pythoneszk” általánosan elfogadott szakszóvá vált. Ez némileg félrevezető, mert bár a csoport humora kétségkívül nonszensz és szürreális, gyakran van valamilyen szociológiai alapja (például a brit társadalmi berendezkedés normái). Ezek az elemek viszont egyáltalán nem jellemzőek az általában vett szürreális humorra.

## Python-munkák

### Tévéműsorok
- Monty Python Repülő Cirkusza (1969–1974)

A műsor, ami meghozta a csoportnak a hírnevet.
- Monty Python’s Fliegender Zirkus (1972)

A WDR által a nyugatnémet televízió számára felvett két, egyenként 45 perces különkiadás. Az elsőt németül, a másodikat pedig angolul vették fel (majd németül szinkronizálták).
- Monty Python: Egyéni csúcsok (2006)

Hat, egyenként egyórás különkiadás, mely egy-egy tag legjobb pillanatait mutatja be.

### Filmek
- And Now For Something Completely Different (1971)

A Repülő Cirkusz első és második szériájában látható jelenetek újraforgatott változata.
- Gyalog galopp (1975)

Arthur király és a kerekasztal lovagjai egy alacsony költségvetésű film keretében a Szent Grál keresésére indulnak. Kalandjaik során meglehetősen furcsa helyzetekben kell helytállniuk. A film több momentuma önálló jelenetként is előadható.
- Brian élete (1979)

Brian az első karácsonykor született, Mária és József jászoljának tőszomszédságában. Egész életében Messiásként tekintenek rá – alaptalanul.
- Monty Python Live at the Hollywood Bowl (1982)

A csoport egyik Hollywood Bowlbeli előadásának felvétele.
- Az élet értelme (film) (1983)

Egyéni hangú film, a fogantatástól a halálig tartó kalandsorozat (tehát az élet) érdekes bemutatása a csoport sajátos felfogásában.

### Albumok
- Monty Python's Flying Circus (1970)
- Another Monty Python Record (1971)
- Monty Python’s Previous Record (1972)
- The Monty Python Matching Tie and Handkerchief (1973)
- Monty Python Live at Drury Lane (1974)
- The Album of the Soundtrack of the Trailer of the Film of Monty Python and the Holy Grail (1975)
- Monty Python Live at City Center (1976)
- The Monty Python Instant Record Collection (1977)
- Monty Python's Life of Brian (1979)
- Monty Python's Contractual Obligation Album (1980)
- Monty Python's The Meaning of Life (1983)
- The Final Rip Off (1988)
- Monty Python Sings (1989)
- The Ultimate Monty Python Rip Off (1994)
- The Instant Monty Python CD Collection (1994)
- Monty Python's Spamalot (2005)
- The Hastily Cobbled Together for a Fast Buck Album (2006)

### Musical
- Monty Python Repülő Cirkusza
- Spamalot
- Not The Messiah

## Érdekességek
- A Beatles minden tagja Python-rajongó volt. Ringo Starr szerepelt (önmagát alakítva) a Flying Circus 29. részében. George Harrison volt a producere több hanganyaguknak is (például a Lumberjack Song kislemeznek). Szerepelt Eric Idle Beatles-paródiájában, az All You Need Is Cash-ben, illetve ő volt az egyik mountie a Lumberjack Song-ban a Monty Python Live at City Center koncerten. (A dalt egyébként a koncertjei előtti beéneklésen is játszani szokta.) Feltűnik a Brian életében is, aminek elkészítését anyagilag is támogatta. Harrison azt nyilatkozta, hogy a Monty Python segítette át a Beatles feloszlása okozta megrázkódtatáson. (M. Clarkson, Monty Python… Facts and Trivia, Britcomedy Digest 1.3., 1994.)
- Az 1980-as évek elején Ausztráliában felfedeztek egy új kígyófajt, amelynek latin neve: Montypythonsidesriversleighensis.
- Douglas Adams és a Pythonok kapcsolata. Több Ponton is kapcsolódik a neves angol abszurd, sci-fi-író a Python csoporthoz. Először is ott a jó barátság – melyet Például Eric Idle-val tartott fenn. Vagy a Terry Jones által megírt Douglas Adams könyv, a "Douglas Adams Titanic Csillaghajója" hogy ez hogy lehetséges? Íme a válasz: Adams egy számítógépes játékot is fejlesztett abban az időben, és a kiadó egyszerre akarta kidobni a piacra a könyvet és a játékot… Kellett valaki, aki megírja a könyvet, míg a Douglas a játékkal törődik…

"Ekkortájt jött be az irodába Terry Jones." (idézet a könyv bevezetőjéből) Terry Jones a "Monty Python Repülő Cirkusza" elnevezésű társulat egyik alapító tagja, és számos film rendezője és szereplője. A játékban a kék norvég papagáj hangja. A felvétel végén a következő párbeszéd zajlott le Douglas Adams és Terry Jones között:
```
 "- Segíthetek még valamiben?
– Nem akarnál írni ebből egy regényt?
– Dehogynem, semmi akadálya. Feltéve… ha pucéran írhatom meg." (idézet a könyv bevezetőjéből)
 Terry Jones megírta a könyvet és a következő szerepet kapta a stáblistán: "Papagáj és regény – Terry Jones"
```

## Magyar nyelvű kötetek
- Gyalog-galopp. Filmregény; ford., átdolg., Tóth Tamás; Tóth Tamás, Bp., 1997
- Brian élete. Filmregény; átd. Balázs P. András, ford. Görgényi Tamás, Kozik Gábor; Hatkarika Kft., Budaörs, 1998
- Monty Python repülő cirkusza. Se kép, se hang; szöveg Graham Chapman et al., ford. Szentgyörgyi József; Cartaphilus, Bp., 2000
- Monty Python repülő cirkusza. Csak a szöveg, 1-2.; szöveg Graham Chapman et al., ford. Galla Miklós; Cartaphilus, Bp., 2002–2003
- Monty Python és a Szent Kehely. A film teljes szövegkönyve; szöveg Graham Chapman et al., ford. Galla Miklós, Bárány Ferenc; Cartaphilus, Bp., 2004
- Monty Python – Brian élete. A film teljes szövegkönyve; szöveg Graham Chapman et al., ford., szerk. Bárány Ferenc; Cartaphilus, Bp., 2005
- Az élet értelme. Monty Python. A film teljes szövegkönyve; nagyjátékfilm rend. Terry Jones, írta Graham Chapman et al., kísérőfilm rend. Terry Gilliam, ford. Galla Miklós, Bárány Ferenc; Cartaphilus, Bp., 2006
- Monty Python önéletrajz; szerk. Bob McCabe, ford. Baló András Márton; Cartaphilus, Bp., 2008
- Kim "Howard" Johnsonː A Monty Python Tunéziában. Életem Briannel. Forgatási napló; ford. Mallász Rita; Athenaeum, Bp., 2009
- David Morganː Itt a Monty Python beszél!; ford. Bori Erzsébet, Kövesdi Miklós Gábor; Gabo, Bp., 2015
- Monty Python's flying circus bookazine. Hivatalos rajongói kézikönyv; szerk. Mark Braxton, ford. Litván Dániel; Kossuth, Bp., 2020

## Külső hivatkozások

### Angol nyelvű
- PythOnline – afféle hivatalos oldal, amit Eric Idle szerkeszt
- PythOnline's Daily Llama Archiválva 2007. november 19-i dátummal a Wayback Machine-ben – hivatalos hírek a Monty Pythonról
- Monty Python's PythoNET
- Monty Python Pages Archiválva 2011. május 5-i dátummal a Wayback Machine-ben
- The SOTCAA Monty Python Pages
- Monty Python Songs – Monty Python-dalszövegek
- The Rutles Tragical History Tour – A Rutles honlapja
- Monty Python – A Brief History – A csoport története a BBC honlapján
- BBC Comedy Guide – A BBC Comedy Guide cikke a Monty Pythonról
- Cleese szerint nem valószínű az újraegyesülés (BBC News)
- Gary L. Hardcastle: Themes in Contemporary Analytic Philosophy as Reflected in the Work of Monty Python
- Monty Python: The Hungarian Phrase Book Sketch
- The Spanish Inquisition

### Magyar nyelvű
- montypython.lap.hu
- Beregi Tamás írása a Filmvilágban
- Monty Python Repülő Cirkuszának hivatalos magyar oldala
- Élet és halál a Monty Python után
- Készül a magyar Monty Python